# Liste der Kulturdenkmale in Altenberg

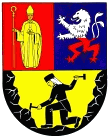
Wappen der Stadt Altenberg

Die Liste der Kulturdenkmale in Altenberg enthält die Kulturdenkmale in Altenberg und ihren Ortsteilen im sächsischen Landkreis Sächsische Schweiz-Osterzgebirge. Die Anmerkungen sind zu beachten.
Diese Liste ist eine Teilliste der Liste der Kulturdenkmale im Landkreis Sächsische Schweiz-Osterzgebirge.

Diese Liste ist eine Teilliste der Liste der Kulturdenkmale in Sachsen.

## Legende
- Bild: Bild des Kulturdenkmals, ggf. zusätzlich mit einem Link zu weiteren Fotos des Kulturdenkmals im Medienarchiv Wikimedia Commons. Wenn man auf das Kamerasymbol klickt, können Fotos zu Kulturdenkmalen aus dieser Liste hochgeladen werden:
- Bezeichnung: Denkmalgeschützte Objekte und ggf. Bauwerksname des Kulturdenkmals
- Lage: Straßenname und Hausnummer oder Flurstücknummer des Kulturdenkmals. Die Grundsortierung der Liste erfolgt nach dieser Adresse. Der Link (Karte) führt zu verschiedenen Kartendiensten mit der Position des Kulturdenkmals. Fehlt dieser Link, wurden die Koordinaten noch nicht eingetragen. Sind diese bekannt, können sie über ein Tool mit einer Kartenansicht einfach nachgetragen werden. In dieser Kartenansicht sind Kulturdenkmale ohne Koordinaten mit einem roten bzw. orangen Marker dargestellt und können durch Verschieben auf die richtige Position in der Karte mit Koordinaten versehen werden. Kulturdenkmale ohne Bild sind an einem blauen bzw. roten Marker erkennbar.
- Datierung: Baubeginn, Fertigstellung, Datum der Erstnennung oder grobe zeitliche Einordnung entsprechend des Eintrags in der sächsischen Denkmaldatenbank
- Beschreibung: Kurzcharakteristik des Kulturdenkmals entsprechend des Eintrags in der sächsischen Denkmaldatenbank, ggf. ergänzt durch die dort nur selten veröffentlichten Erfassungstexte oder zusätzliche Informationen
- ID: Vom Landesamt für Denkmalpflege Sachsen vergebene, das Kulturdenkmal eindeutig identifizierende Objekt-Nummer. Der Link führt zum PDF-Denkmaldokument des Landesamtes für Denkmalpflege Sachsen. Bei ehemaligen Kulturdenkmalen können die Objektnummern unbekannt sein und deshalb fehlen bzw. die Links von aus der Datenbank entfernten Objektnummern ins Leere führen. Ein ggf. vorhandenes Icon  führt zu den Angaben des Kulturdenkmals bei Wikidata.

## Aufteilung
Wegen der großen Anzahl von Kulturdenkmalen in Altenberg ist diese Liste in Teillisten nach den Ortsteilen aufgeteilt.
| Kulturdenkmale in Altenberg-… |
| ----------------------------- |
| Oberbärenburg                 |
| Waldbärenburg                 |
| Bärenfels                     |
| Bärenstein                    |
| Falkenhain                    |
| Fürstenau                     |
| Fürstenwalde                  |
| Geising                       |
| Gottgetreu                    |
| Hirschsprung                  |
| Kipsdorf                      |
| Lauenstein                    |
| Liebenau                      |
| Löwenhain                     |
| Rehefeld-Zaunhaus             |
| Schellerhau                   |
| Waldidylle                    |
| Zinnwald-Georgenfeld          |

## Altenberg
| Bild                                    | Bezeichnung | Lage                              | Datierung | Beschreibung | ID       |
| --------------------------------------- | --- | --------------------------------- | --- | --- | -------- |
| Weitere Bilder                          | Sachgesamtheit „Bergbaumonumente Altenberg“                                                                              | (Karte)                           | 1401–1973 (Bergbauanlage) | Sachgesamtheit Bergbaumonumente Altenberg mit den Einzeldenkmalen. | 09303383 |
| Weitere Bilder                          | Altenberger Binge (Einzeldenkmal zu „Bergbaumonumente Altenberg“)                                                        | (Karte)                           | 1620 (Binge) | Einzeldenkmal der Sachgesamtheit Bergbaumonumente Altenberg: Binge; Bergbaukontext, landschaftsprägend, besondere historische Bedeutung | 09277681 |
|                                         | Schwarzer Teich (Einzeldenkmal zu „Bergbaumonumente Altenberg“)                                                          | (Karte)                           | 15. Jh. (Teich) | Einzeldenkmal oben genannter Sachgesamtheit: Teich; bergbauhistorischer Kontext | 09277912 |
|                                         | Quergraben (Einzeldenkmal zu „Bergbaumonumente Altenberg“)                                                               | (Karte)                           | 1550–1559 (Wassergraben) | Einzeldenkmal oben genannter Sachgesamtheit: Wassergraben; bergbauhistorischer Kontext | 09277911 |
|                                         | Aschergraben und Horngraben (Einzeldenkmal zu „Bergbaumonumente Altenberg“)                                              | (Karte)                           | 1452–1458 (Wassergraben) | Einzeldenkmal in der oben genannter Sachgesamtheit: Kunstgraben; erstreckt sich auch auf die Gemarkungen Altenberg, Zinnwald-Georgenfeld und Geising, ältester Kunstgraben des Altenberger Reviers und diente der Aufschlagwasserversorgung der Altenberger Pochwerke (Mühlental), Name wird von Aschern hergeleitet, die möglicherweise die Grabenwege nutzten, bergbaugeschichtlich und technikgeschichtlich von Bedeutung | 09277910 |
|                                         | Neugraben (Einzeldenkmal zu „Bergbaumonumente Altenberg“)                                                                | (Karte)                           | 1550–1559 (Wassergraben) | Einzeldenkmal oben genannter Sachgesamtheit: Wassergraben; bergbauhistorischer Kontext | 09277909 |
|                                         | Galgenteiche (Einzeldenkmal zu „Bergbaumonumente Altenberg“)                                                             | (Karte)                           | 1545 (Kleiner Galgenteich); 1553 (Großer Galgenteich) | Einzeldenkmal oben genannter Sachgesamtheit: Großer und Kleiner Galgenteich; bergbauhistorisch von Bedeutung, zudem landschaftsbildprägend | 09277907 |
| Weitere Bilder                          | Sachgesamtheitsbestandteil der Sachgesamtheit Müglitztalbahn, Teilabschnitt Altenberg, OT Altenberg                      | (Karte)                           | 1935–1938 (Eisenbahnanlage); 1985–1991 (Anschlussstellwerk, Heizwerk); 1935–1938 (Sachgesamtheitsbestandteil)                                                | Sachgesamtheitsbestandteil der Sachgesamtheit Müglitztalbahn, Teilabschnitt Altenberg, OT Altenberg, mit den Einzeldenkmalen: Bahnhof Kurort Altenberg mit Stellwerk und Lok-Bahnhof (Einzeldenkmal ID-Nr. 09277672) sowie den Sachgesamtheitsteilen: Haltepunkt Geisingberg-Sprungschanze (ehemals) und das Anschlussstellwerk Heizwerk sowie mit dem Gleiskörper. | 09302512 |
| Weitere Bilder                          | Geisingbergturm | Abfahrtsstraße (Karte)            | 1891 (Aussichtsturm) | Aussichtsturm; u. a. tourismusgeschichtliche Relevanz, landschaftsprägend | 09277927 |
| Direkt Bild zu diesem Denkmal hochladen | Villa | Am Skihang 2 (Karte)              | Zwischen 1870 und 1890 | Putzbau mit einigem Dekor, frühes Zeugnis des Tourismus, auch baugeschichtlich von Bedeutung. Eineinhalbgeschossiger Putzbau auf hohem Sockel, mit Drempel- und Giebelverbretterung (Knaggen), dort auch geschwungene Holz-Fensterrahmen. Heterogener Grundriss. Die Haube des ehemaligen Ecktürmchens fehlt, auch das Dach (ehemaliges Krüppelwalmdach im Schweizerstil) zum Satteldach reduziert. Sprossung der Nachwendefenster vereinfacht. Bemerkenswertes kaiserzeitliches Dekorum innen: Deckenstuck mit ionischen Zitaten, vor allem zwei Durchgänge mit Palladiomotiv (eingestellte Säulen). Noch zwei originale Füllungstüren. Frühes Zeugnis der „Sommerfrische“-Architektur, auch baugeschichtlich von Bedeutung. | 09304814 |
|                                         | Wohnstallhaus | Anton-Unger-Straße 2 (Karte)      | 18. Jh., evtl. noch älter (Wohnstallhaus) | Wohnstallhaus; Obergeschoss Fachwerk verbrettert, ältere Generation regionaltypischer Holzbauweise, in bildprägender Lage, baugeschichtlich von Bedeutung | 09277690 |
| Weitere Bilder                          | Goethe-Denkmal | Aschergrabenweg (Karte)           | bez. 1913 (Gedenkstein) | Goethe-Gedenkstein; Zeugnis der Erinnerungskultur, geschichtlich von Bedeutung, seit 2019 zugehörig zur Pufferzone des UNESCO-Welterbes »Montanregion Erzgebirge/Krušnohoři«. Goethe-Gedenkstätte, angelegt zum hundertjährigen Jubiläum seines Aufenthalts in Altenberg und Umgebung vom 10. bis 12. Juli 1813: als Begrenzung eines von Stütz-Trockenmauer hinterfangenen Rondells von etwa 10 m Durchmesser dienen zum einen ein behauener Monolith mit zwei Metalltafeln (oben Goetherelief im Profil, unten Schrift), zum anderen Inschriftplatte mit Goethegedicht ("Künstlers Apotheose"); Zeugnis der Erinnerungskultur und regionaler Heimatgeschichte (LfD/2011). | 09277929 |
|                                         | Portal | Bachstraße 3 (Karte)              | um 1800 (Portal) | Sandstein-Türgewände; profiliert, mit Schlussstein, baugeschichtlich von Bedeutung | 09277678 |
|                                         | Wohnhaus | Bachstraße 5 (Karte)              | um 1700 (Wohnhaus) | Wohnhaus in offener Bebauung; baugeschichtliche Bedeutung, Strukturbestandteil der Ortskernbebauung | 09277673 |
|                                         | Wohnhaus | Bachstraße 7 (Karte)              | vor 1750 (Wohnhaus) | Wohnhaus; Bestandteil der ursprünglichen dörflichen Kernstruktur, baugeschichtliche Bedeutung | 09277685 |
|                                         | Wohnhaus | Bachstraße 11 (Karte)             | vor 1800 (Wohnhaus) | Wohnhaus; Obergeschoss Fachwerk, baugeschichtliche Bedeutung, Bestandteil der ursprünglichen dörflichen Kernstruktur | 09277686 |
|                                         | Wohnhaus | Bachstraße 15 (Karte)             | vor 1750 (Wohnhaus) | Wohnhaus, mit integriertem Scheunenteil; Obergeschoss Fachwerk, baugeschichtliche Bedeutung, Bestandteil der ursprünglichen dörflichen Kernstruktur | 09277687 |
| Weitere Bilder                          | Skulptur eines Skiläufers                                                                                                | Bahnhof 1 (Karte)                 | 1931 (Statue) | gestalterische Relevanz, seit 2019 zugehörig zur Pufferzone des UNESCO-Welterbes »Montanregion Erzgebirge/Krušnohoři«, leicht überlebensgroßer Skifahrer mit aufgestützten Skiern als Galvanoplastik auf Betonsockel, insgesamt etwa 4 m hoch; regionaltypisches Sujet, bodenständig gefärbter Realismus | 09277679 |
| Weitere Bilder                          | Bahnhof Altenberg (Einzeldenkmal zu ID-Nr. 09302512 „Müglitztalbahn“)                                                    | Bahnhof 1; 2 (Karte)              | 1923 (Personenbahnhof); 1938 (Empfangsgebäude); 1938 (Lokschuppen); 1938 (Stellwerk)                                                                         | Einzeldenkmale der Sachgesamtheit Müglitztalbahn, Teilabschnitt Altenberg, OT Altenberg: Empfangsgebäude mit Güterboden, Gleiskörper, zwei Häuschen im Gleisbereich, zwei hölzerne Schuppen (davon einer ehemals Empfangsgebäude der Schmalspurbahn) gegenüber vom Empfangsgebäude, Bahnsteige, zwei Bahnsteigschilder, Lokschuppen und Wasserspeicher, Stellwerk und Wasserkran des Altenberger Bahnhofs; zeitgenössische Heimatstil-Architektur, Endpunkt der denkmalpflegerischen Sachgesamtheit Müglitztalbahn, eisenbahngeschichtlich, ortsgeschichtlich und verkehrsgeschichtlich von Bedeutung. | 09277672 |
| Weitere Bilder                          | Überhaun 20 (Einzeldenkmal zu „Bergbaumonumente Altenberg“)                                                              | Bergarbeitersiedlung (Karte)      | 1966 (Schachtgebäude) | Einzeldenkmal der Sachgesamtheit: Schachthaus; technisches Denkmal, bergbaugeschichtlich von Bedeutung | 09277923 |
| Weitere Bilder                          | Überhaun 32 (Einzeldenkmal zu „Bergbaumonumente Altenberg“)                                                              | Bergarbeitersiedlung (Karte)      | 1972–1973 (Schachthaus) | Einzeldenkmal der Sachgesamtheit: Schachthaus; technisches Denkmal, bergbaugeschichtlich von Bedeutung | 09277925 |
| Weitere Bilder                          | Vereinigt Feld im Zwitterstock zu Altenberg (Einzeldenkmal zu „Bergbaumonumente Altenberg“)                              | Bergarbeitersiedlung (Karte)      | 1793 (Pulverhaus) | Einzeldenkmal der Sachgesamtheit: Pulverhaus; technisches Denkmal, bergbaugeschichtlich von Bedeutung | 09277924 |
| Weitere Bilder                          | Vereinigt Feld im Zwitterstock zu Altenberg – Rothe Zecher Treibeschacht;(Einzeldenkmal zu „Bergbaumonumente Altenberg“) | Bergarbeitersiedlung (Karte)      | 1954 (Wetterhaus); 1793 (Schacht) | Einzeldenkmal der Sachgesamtheit: Wetterhaus; technisches Denkmal, bergbaugeschichtlich von Bedeutung | 09277926 |
|                                         | Wohnhaus | Bergstraße 3 (Karte)              | 1. H. 19. Jh. (Wohnhaus) | Wohnhaus; Relikt des alten Baubestandes des Ortes, baugeschichtlich von Bedeutung | 09277667 |
| Weitere Bilder                          | Ev.-luth. Pfarrkirche und Wappenstein unter dem Eingang der neuen Kirche                                                 | Dippoldiswalder Straße 6a (Karte) | 1989/91 (Kirche); 1525 (Wappenstein) | Ev.-luth. Pfarrkirche und Wappenstein unter dem Eingang der neuen Kirche; Die Kirche entstand 1989-1991. Sie ist ein Zeugnis der Spätphase der DDR-Nachkriegsmoderne. Ein Vorgängerbau wurde am Ende des Zweiten Weltkrieges 1945 zerstört und die Ruine 1953 abgetragen. Die Kirche steht seit 2025 unter Denkmalschutz. Sie ist ortsgeschichtlich und baugeschichtlich von Bedeutung. Der Wappenstein ist künstlerisch von Bedeutung. Das Ensemble ist seit 2019 zugehörig zur Pufferzone des UNESCO-Welterbes »Montanregion Erzgebirge/Krušnohoři«. | 09277901 |
|                                         | Grundschule Altenberg | Dippoldiswalder Straße 19 (Karte) | bez. 1948 (Schule); bez. 1948 (Wetterfahne) | Schule mit Einfriedung und Seitengebäude; in regionaltypischen Formen, Zeugnis der ersten Nachkrieg-Bauphase und ortshistorische Relevanz | 09277671 |
|                                         | Wohnhaus | Dresdner Straße 1; 3 (Karte)      | um 1955 (Wohnhaus) | Wohnhaus (mit zwei Eingängen); Bestandteil des Rathausforums, baugeschichtliche und städtebauliche Relevanz | 09303388 |
|                                         | Wohnhaus | Dresdner Straße 2; 4 (Karte)      | um 1955 (Wohnhaus) | Wohnhaus (Anschrift: Platz des Bergmanns 1 und Dresdner Straße 2/4); mit Läden, in Giebelstellung zum Platz, Bestandteil des Rathausforums, städtebauliche Relevanz, bis 1945 befand sich auf diesem Flurstück das sogenannte Weidenmüllersche Haus, ein mit Spruchinschriften geziertes Fachwerkhaus mit Giebel zur Rathausstraße | 09277904 |
|                                         | Königlich-Sächsische Meilensteine                                                                                        | Dresdner Straße 3 (Karte)         | bez. 1860 (Meilenstein) | Meilenstein; verkehrshistorisch von Bedeutung | 09277668 |
| Weitere Bilder                          | Kursächsische Postmeilensäulen                                                                                           | Dresdner Straße 3 (Karte)         | bez. 1722, Kopie (Postdistanzsäule) | Postmeilensäule; Kopie einer Distanzsäule, verkehrsgeschichtlich von Bedeutung | 09277669 |
|                                         | Wohnhaus | Dresdner Straße 5; 7; 9 (Karte)   | um 1955 (Wohnhaus) | Wohnhaus (mit drei Eingängen); mit Laden, Bestandteil des Rathausforums, baugeschichtlich und städtebaulich von Bedeutung | 09277905 |
|                                         | Wohnhaus | Dresdner Straße 11 (Karte)        | um 1870 (Wohnhaus) | Wohnhaus; Obergeschoss Fachwerk, Relikt älterer Bebauung an der Dresdner Straße, baugeschichtlich von Bedeutung | 09277670 |
|                                         | Brautstock | Langegassenweg (Karte)            | bez. 1716 (Gedenkstein) | Rainstein, zugleich Gedenkstein; ortsgeschichtlich von Bedeutung | 09277897 |
| Weitere Bilder                          | Sachgesamtheit Friedhof Altenberg                                                                                        | Mühlenstraße (Karte)              | Ende 19. Jh. (Friedhof) | Sachgesamtheit Friedhof Altenberg mit den Einzeldenkmalen: Aufbahrungshäuschen, Grabstätte für sowjetische Soldaten, Kriegerdenkmal Erster und Zweiter Weltkrieg, Grabstätte des Dichters und Sängers Max Nacke und OdF-Denkmal (Einzeldenkmalliste – ID-Nr. 09277922) sowie Einfriedungsmauer als Sachgesamtheitsteil; ortshistorische Bedeutung, seit 2019 zugehörig zur Kernzone des UNESCO-Welterbes »Montanregion Erzgebirge/Krušnohoři«. | 09303387 |
| Weitere Bilder                          | Friedhof Altenberg | Mühlenstraße (Karte)              | Ende 19. Jh. (Aufbahrungshalle); nach 1958 (Grabstätte Max Nacke); nach 1945 (Grabstätte für sowj. Soldaten); nach 1945 (OdF-Denkmal); 1927 (Kriegerdenkmal) | Einzeldenkmale der Sachgesamtheit Friedhof Altenberg (ID-Nr. 09303387): Aufbahrungshäuschen, Grabstätte für sowjetische Soldaten, Kriegerdenkmal Erster und Zweiter Weltkrieg, Grabstätte des Dichters und Sängers Max Nacke, OdF-Denkmal; ortshistorische und gartengestalterische Bedeutung | 09277922 |
|                                         | Trübestolln (Einzeldenkmal zu „Bergbaumonumente Altenberg“)                                                              | Mühlenstraße (Karte)              | 1961–1964 (Stollen) | Einzeldenkmal oben genannter Sachgesamtheit: Stolln, zu 3. Zinnwäsche gehörend (von 3. Wäsche nach Norden); technikgeschichtliche Relevanz, bergbaugeschichtlich von Bedeutung | 09277945 |
| Weitere Bilder                          | Naumannmühle („IV. Zwitterstocks gewerkschäftliche Wäsche; Bergbaumonumente Altenberg“)                                  | Mühlenstraße 2 (Karte)            | 1577 erste urkundliche Erwähnung (Mühle) | Einzeldenkmal der Sachgesamtheit: Ehemalige Mühle mit Inventar, einschließlich des Grabsteins Fincke; in Fachwerk- und Blockbauweise, ortsgeschichtlich und technikgeschichtlich sowie architektonisch bedeutsam, seit 1957 technische Schauanlage | 09277913 |
| Direkt Bild zu diesem Denkmal hochladen | Schwärtzels Mühle („III. Zinnwäsche; Bergbaumonumente Altenberg“)                                                        | Mühlenstraße 2 (Karte)            | 16. Jh. (Gebäudeteil) | Einzeldenkmal der Sachgesamtheit: ehemalige III. Zinnwäsche; ortsgeschichtlich bedeutsam | 09277918 |
|                                         | Gedenkstein | Mühlenstraße 2 (Karte)            | 1858 (Gedenkstein) | Gedenkstein; zur Erinnerung an den an diesem Ort 1458 fündig gewordenen Zinnbergbau, ortsgeschichtlich von Bedeutung | 09277916 |
|                                         | Neubeschert-Glück-Stolln (Einzeldenkmal zu „Bergbaumonumente Altenberg“)                                                 | Mühlenstraße 2 (Karte)            | ab 1802, stillgelegt 1849 (Stollen) | Einzeldenkmal der Sachgesamtheit: Stollen mit beweglichen Denkmalen und Gleis; seit 1971 Museums-Schaustollen, baugeschichtlich von Bedeutung | 09277914 |
|                                         | Bergbaumonumente Altenberg                                                                                               | Mühlenstraße 2 (Karte)            | 1811 (Markscheidestein) | Einzeldenkmal der Sachgesamtheit ID-Nr. 09303383: Markscheidestein und sieben weitere Steinmale aus dem Altenberger Zinnbergbau; bergbaugeschichtliche Relevanz, seit 2019 zugehörig zur Kernzone des UNESCO-Welterbes »Montanregion Erzgebirge/Krušnohoři«. Markscheidestein und sieben weitere Steinmale aus dem Altenberger Zinnbergbau; bergbaugeschichtliche Relevanz (LfD/2011). | 09277915 |
| Direkt Bild zu diesem Denkmal hochladen | Ehemaliges Ferienheim „Am Lugstein“                                                                                      | Neugeorgenfeld 36 (Karte)         | 1975–1978 | Anschauliches und weitgehend authentisches Zeugnis von besonderer architektonischer Qualität, hoher Aussage- und Dokumentationswert, Seltenheitswertes als erstes Ferienobjekt des MfS im Osterzgebirge, zeitgeschichtliche Bedeutung, von Singularität sowie als bedeutendes Erholungszentrum in Zinnwald-Georgenfeld und als höchst gelegenes Hotel im Osterzgebirge von regionaler und ortsgeschichtlicher Bedeutung. Mit dem Ausbau des Erholungswesens in der DDR entstanden in der Zeit von 1947 bis 1989 zahlreiche Ferienunterkünfte in beliebten Urlaubsregionen. Ausgehend vom VIII. Parteitag der SED im Juni 1971, auf dem Erich Honecker die Erhöhung „des materiellen und kulturellen Lebensniveaus der Menschen in der DDR“ zum obersten Ziel erklärte, wurden traditionelle Wintersport- und Erholungszentren verstärkt ausgebaut – so auch das in exponierter Lage am Kamm gelegene Gebäude in Zinnwald-Georgenfeld. Vorgängerbau war das gleichnamige, mondäne Gebirgshotel Lugsteinhof des Architekten Richard Dolze vom Beginn des 20. Jahrhunderts. Seit 1959 vom FDGB genutzt, wurde es 1966 an die Handelsorganisation (HO) verkauft und ging 1967 in den Besitz des Ministeriums für Staatssicherheit (MfS) über. Da am gleichen Standort für die Mitarbeiter des Geheimdienstes ein Neubau errichtet werden sollte, wurden 1975 die Bestandsgebäude abgerissen, unter der Leitung des VEB Spezialhochbau Berlin das Ferienheim „Am Lugsteinhof“ errichtet und 1978 eingeweiht. Bauherr war die Bezirksverwaltung für Staatssicherheit Dresden. Ansinnen war, die Mitarbeiter des Ministeriums für Staatssicherheit „für den Klassenkampf zu stärken und ihnen neue Kraft an der unsichtbaren Front zu verleihen“ (Rede zur Grundsteinlegung). Das „Sonderprojekt Zinnwald“ galt als militärisches Objekt, das einschließlich aller Beschäftigten der Geheimhaltungsverpflichtung unterlag. Die Ferienplätze wurden zentral durch das MfS in Berlin vergeben. Das dreigeschossige Gebäude auf zickzackförmigem Grundriss ist mit ansteigender Trauflinie zur Mitte hin erhöht und aufgestockt. Trotz dieser modernistisch anmutenden Kubatur fügt sich die kompakte Gestalt mit den flach geneigten, raumsparenden Dächern in den Hang des Lugsteins ein und prägt wirkungsvoll die Landschaft. Das Grundgerüst des Baus ist eine klassische Stahlskelettbauweise mit eingepassten Betonfertigteilen. Die Fassade wird mittels durchlaufender Fensterbänder horizontal betont und durch dunkelbraun gestrichene Holzverschalungen, die ebenfalls waagerecht angebracht sind, gegliedert. Einzig die Sockelbereiche und die nach Südosten ausgerichtete Giebelwand sind teilweise als Natursteinverblendung ausgeführt. Im Winkel des Gebäudes über dem Eingang hebt sich ein langgestreckter, eingeschossiger Erker durch seine helle Kalksandsteinverkleidung farblich von der Fassade ab. Er betont die Schaufassade und den Eingangsbereich, dem eine Zufahrt als Wendeschleife vorgelagert ist, gefasst von einer Natursteinmauer, zeittypischen Straßenlaternen und zwei Fahnenmasten. Mit einer Auslastung von 110 Betten war das Ferienheim „Am Lugsteinhof“ im Vergleich zu herkömmlichen FDGB-Ferienheimen eher klein, aber dafür exklusiv konzipiert. Neben den komfortabel ausgestatteten Zimmern mit integriertem Bad gab es ein Billardzimmer, Musikzimmer, Lesezimmer, eine Sauna, einen Sportraum, Friseur, ein Schwimmbad und (für die beiden Programme des DDR-Fernsehens) jeweils einen Fernsehraum. Zur Gastronomie gehörte ein Restaurant und die kleineren Gasträume „Schnitzerstube“ und „Zinnstube“, ausgestattet mit rustikal gefertigtem Holzmobiliar, das an lokale Traditionen anknüpfte, wie auch an der Außenfassade die Holzverschalung. Von der bauzeitlichen Ausstattung im Inneren haben sich im Bereich der Lobby die Ferienprogrammtafel des Oelsaer Intarsienkünstlers Helmut Raabe sowie die ehemaligen Telefonzellen und die Wandverkleidungen erhalten, ebenso die Treppengeländer, Türen und Deckenbeleuchtungen der gastronomischen Einrichtungen. Ebenso zeugt die folkloristische Ausstattung der Gasträume, wenn auch nicht am Originalstandort, von der Intention der Traditionspflege und -vermittlung und dem gewünschten Milieuwechsel für die Urlauber. Die Denkmaleigenschaft der Anlage ergibt sich aus dem Zeugniswert für die Bauaufgabe Ferienheim seit Beginn der 1970er Jahre in der DDR und begründet ihre baugeschichtliche Bedeutung. Bei dem Ferienheim handelt sich um ein anschauliches und weitgehend authentisches Zeugnis von besonderer architektonischer Qualität. Da das Ferienheim bis 1989 ausschließlich der Nutzung durch Mitarbeiter des Ministeriums für Staatssicherheit vorbehalten war und über entsprechende Sicherheitseinrichtungen verfügte, kann dem Gebäude zudem eine zeitgeschichtliche Bedeutung zugeschrieben werden. Vergleichbare Objekte wurden nach der politischen Wende sichtlich verändert, umgebaut oder gänzlich abgebrochen. Daher ist der Lugsteinhof von Singularität sowie als bedeutendes Erholungszentrum in Zinnwald-Georgenfeld und als höchst gelegenes Hotel im Osterzgebirge von regionaler und ortsgeschichtlicher Bedeutung. Er diente nicht nur der Erholung zahlreicher Mitarbeiter des MfS, sondern auch – wie andere prestigeträchtige Ferienheimanlagen – der staatlichen Repräsentation. Gerade vor dem Hintergrund der eingeschränkten Reisefreiheit sollten für die Besucher auch kulturelle Angebote geschaffen werden. | 09307309 |
|                                         | Gedenkstein | Neustadtstraße (Karte)            | 1964 (Gedenkstein) | Gedenkstein; für den Dichter und Sänger Max Nacke, ortsgeschichtliche Bedeutung | 09277680 |
|                                         | Meridianstein | Neustadtstraße (Karte)            | bez. 1851 (Meridianstein) | Meridianstein; bergbauhistorischer Kontext | 09277682 |
|                                         | Bergmannsbrunnen (Einzeldenkmal zu „Bergbaumonumente Altenberg“)                                                         | Obere Straße (Karte)              | 1942 (Brunnen); bez. 1813 (Kanonenkugel) | Einzeldenkmal oben genannter Sachgesamtheit: Stützmauer mit Brunnen und Kanonenkugel; ortsgeschichtlich relevant | 09277902 |
| Weitere Bilder                          | Rathaus | Platz des Bergmanns 2 (Karte)     | um 1955 (Verwaltungsgebäude) | Rathaus, davor Platz und Stützmauer; ortshistorisch, architektonisch und städtebaulich relevant | 09277906 |
|                                         | Wohnhaus | Rathausstraße 1; 3 (Karte)        | um 1955 (Wohnhaus) | Wohnhaus; Bestandteil des Rathausforums, baugeschichtliche und städtebauliche Relevanz, bis 1945 befand sich auf diesem Flurstück die Faktorei der Zwitterstocksgewerkschaft (ehemals Breiter Markt bzw. Marktplatz) | 09303389 |
|                                         | Wohnhaus | Rathausstraße 5 (Karte)           | um 1955 (Wohnhaus) | Wohnhaus (Anschrift: Platz des Bergmanns 3 und Rathausstraße 5); mit Laden, Putzfassade mit Erker, Bestandteil des Rathausforums, baugeschichtliche und städtebauliche Relevanz, bis 1945 befand sich auf diesem Flurstück die Faktorei der Zwitterstocksgewerkschaft (ehemals Breiter Markt bzw. Marktplatz) | 09277903 |
|                                         | Postamt | Rathausstraße 10 (Karte)          | 1949–1951 (Post) | Postamt; im Heimatstil, ortshistorische Relevanz | 09277677 |
|                                         | Wohnhaus | Rathausstraße 25 (Karte)          | letztes Drittel 19. Jh. (Wohnhaus) | Wohnhaus in halboffener Bebauung; baugeschichtliche Relevanz | 09277676 |
| Weitere Bilder                          | Waldschänke Altes Raupennest                                                                                             | Raupennestweg 4 (Karte)           | Kern 18. Jh. (Gasthaus) | Gasthaus, ehemals Wohnhaus; ländliches Wohnhaus, eingeschossiges Fachwerkgebäude, alte Holzkonstruktion, Lage: auf dem Raupennestberg (der Name leitet sich von den ersten Bergherren Altenbergs ab), baugeschichtliche und ortshistorische Bedeutung | 09277700 |
|                                         | Walkteiche (Einzeldenkmal zu „Bergbaumonumente Altenberg“)                                                               | Rehefelder Straße (Karte)         | 16. Jh. (Teich) | Einzeldenkmal oben genannter Sachgesamtheit: zwei Walkteiche; bergbauhistorischer Kontext | 09277908 |
| Weitere Bilder                          | Vereinigt Feld im Zwitterstock zu Altenberg – Römerschacht (Einzeldenkmal zu „Bergbaumonumente Altenberg“)               | Römerstraße (Karte)               | 1848 (Treibehaus); abgeteuft 1837–55 (Schacht) | Einzeldenkmal der Sachgesamtheit: Reste des Treibehauses und Schachtanlage des Römerschachtes; ortsgeschichtliche und industriegeschichtliche Bedeutung | 09277928 |
|                                         | Wohnstallhaus | Römerstraße 2 (Karte)             | 18. Jh. (Wohnstallhaus) | Wohnstallhaus; Obergeschoss Fachwerk verbrettert, ältere Generation regionaltypischer Holzbauweise, baugeschichtlich von Bedeutung | 09277692 |
|                                         | Transformatorenhäuschen                                                                                                  | Römerstraße 2 (Karte)             | 1930er oder 1950er Jahre (Transformatorenstation) | Transformatorenhäuschen; technikgeschichtlich von Bedeutung | 09277691 |
|                                         | Wohnhaus | Römerstraße 6 (Karte)             | 1. Hälfte 19. Jh., womöglich noch etwas älter (Wohnhaus) | Wohnhaus; Obergeschoss Fachwerk verbrettert, weitgehend in Konstruktion und Aussehen erhalten, baugeschichtlich von Bedeutung | 09277693 |
|                                         | Schinderbrücke | Schellerhauer Weg (Karte)         | bez. 1790 (Straßenbrücke) | Bogenbrücke; baugeschichtlich und verkehrsgeschichtlich von Bedeutung | 09277849 |
|                                         | Meridianstein | Sonnenhofweg (Karte)              | bez. 1851 (oder schon 1832) | Meridianstein; bergbaugeschichtlich von Bedeutung | 09277802 |
|                                         | Max-Gross-Denkmal | Sonnenhofweg (Karte)              | um 1935 (Denkmal) | Denkmal für Max Gross; ortsgeschichtlich von Bedeutung | 09277899 |
|                                         | Feuerwache | Sonnenhofweg 2 (Karte)            | 1930er Jahre (Feuerwache) | Feuerwache; im zeitgenössischen Heimatstil, baugeschichtlich und ortsgeschichtlich von Bedeutung | 09277688 |
|                                         | Wohnhaus | Uferweg 1 (Karte)                 | um 1850, womöglich älter (Wohnhaus) | Wohnhaus in offener Bebauung; Bestandteil der ursprünglichen dörflichen Kernstruktur, baugeschichtlich von Bedeutung | 09277674 |
|                                         | Wohnhaus | Uferweg 2 (Karte)                 | vor 1800 (Wohnhaus) | Wohnhaus; Obergeschoss Fachwerk, Bestandteil der ursprünglichen dörflichen Kernstruktur, baugeschichtlich von Bedeutung | 09277675 |
|                                         | Anton-Günther-Denkmal | Zinnwalder Straße (Karte)         | Ende 1930er Jahre (Denkmal) | Denkmal für Anton Günther, davor Brunnen; ortsgeschichtlich von Bedeutung | 09277898 |
|                                         | Wohnhaus | Zinnwalder Straße 2 (Karte)       | 18. Jh., womöglich älter (Wohnhaus) | Wohnhaus; Obergeschoss Fachwerk, älteste Generation noch erhaltener regionaltypischer Holzbauweise, an bildprägender Stelle, baugeschichtlich von Bedeutung | 09277698 |
|                                         | Wohnhaus | Zinnwalder Straße 4 (Karte)       | 18. Jh., womöglich älter (Wohnhaus) | Wohnhaus; Obergeschoss Fachwerk, älteste Generation noch erhaltener regionaltypischer Holzbauweise, baugeschichtlich von Bedeutung | 09277697 |
|                                         | Arno-Lippmann-Schacht (Einzeldenkmal zu „Bergbaumonumente Altenberg“)                                                    | Zinnwalder Straße 5 (Karte)       | 1952–1963 (Schachtgebäude) | Einzeldenkmal der Sachgesamtheit: Schachtgebäude mit Fördermaschinengebäude (mit Fördermaschine) und Pfortentrakt, davor Bergmannsplastik, und weiteres Gebäude des Lippmannschachtes; besondere geschichtliche Bedeutung | 09277900 |
|                                         | Wohnstallhaus | Zinnwalder Straße 6 (Karte)       | 18. Jh., womöglich noch älter (Wohnstallhaus) | Wohnstallhaus; Obergeschoss Fachwerk, Konstruktion weitgehend erhalten, an bildprägender Stelle, baugeschichtlich von Bedeutung | 09277696 |
|                                         | Wohnhaus | Zinnwalder Straße 8 (Karte)       | 17. Jh. (Wohnhaus) | Wohnhaus; Obergeschoss Fachwerk, in bildprägender Lage, älteste Generation noch erhaltener Holzbauweise, baugeschichtlich von Bedeutung | 09277695 |
|                                         | Wohnhaus | Zinnwalder Straße 10 (Karte)      | 18. Jh. oder noch älter, später leicht überformt (Wohnhaus)                                                                                                  | Wohnhaus; Obergeschoss Fachwerk, ältere Generation regionaltypischer Holzbauweise, bildprägende Lage, baugeschichtlich von Bedeutung | 09277694 |
| Weitere Bilder                          | Hotel „Berghof Raupennest“ („Sanatorium Raupennest“)                                                                     | Zinnwalder Straße 38 (Karte)      | 1926–1927 (Sanatorium) | Hauptgebäude, zwei Flügelbauten, Garagenanbau sowie Halbkreis-Zufahrt und Stützmauer eines Sanatoriums, ehemals Hotel; im Heimatstil, architektonische und sozialhistorische Relevanz | 09277699 |

## Ausführliche Denkmaltexte
1. ↑  
Einzeldenkmale der Sachgesamtheit „Bergbaumonumente Altenberg“
  1. Altenberger Binge (ID-Nr. 09277681, keine Straßenangabe),
  2. Ehemalige III. Zinnwäsche (ID-Nr. 09277918, Mühlenstraße, bei Nr. 2),
  3. Neubeschert-Glück-Stolln (ID-Nr. 09277914, Mühlenstraße, bei Nr. 2),
  4. Naumannmühle; IV. Zwitterstocks gewerkschaftliche Wäsche (später) (ID-Nr. 09277913, Mühlenstraße 2),
  5. Vereinigt Feld im Zwitterstock zu Altenberg – Rothe Zecher Treibeschacht (ID-Nr. 09277926, Bergarbeitersiedlung),
  6. Überhaun 32 (ID-Nr. 09277925, Bergarbeitersiedlung),
  7. Vereinigt Feld im Zwitterstock zu Altenberg (ID-Nr. 09277924, Bergarbeitersiedlung),
  8. Überhaun 20 (ID-Nr. 09277923, Bergarbeitersiedlung),
  9. Vereinigt Feld im Zwitterstock zu Altenberg – Römerschacht (ID-Nr. 09277928, Römerstraße),
  10. Arno-Lippmann-Schacht (ID-Nr. 09277900, Zinnwalder Straße 5);
  11. Schwarzer Teich (ID-Nr. 09277912, keine Straßenangabe),
  12. Quergraben (ID-Nr. 09277911, keine Straßenangabe),
  13. Aschergraben (ID-Nr. 09277910, keine Straßenangabe, betrifft Gemarkungen Altenberg, Zinnwald-Georgenfeld und Geising),
  14. Bergmannsbrunnen (ID-Nr. 09277902, Obere Straße, Lage Kirchterrasse),
  15. Neugraben (ID-Nr. 09277909, keine Straßenangabe),
  16. Walkteiche (ID-Nr. 09277908, keine Straßenangabe),
  17. Galgenteiche (ID-Nr. 09277907, keine Straßenangabe),
  18. Trübestollen (ID-Nr. 09277945, Mühlenstraße),
  19. Markscheidestein und 7 Steinmale (ID-Nr. 09277915, Mühlenstraße);

ortsgeschichtlich und bergbautechnisch von Bedeutung.
2. ↑  
Sachgesamtheit mit Hochbauten und Ingenieurbauten sowie den erhaltenen Zeugnissen der alten Schmalspurbahn in den Gemeinden Heidenau, Dohna (OT Dohna, OT Köttewitz), OT Müglitztal (OT Weesenstein), OT Burkhardswalde, OT Mühlbach, Liebstadt (OT Großröhrsdorf), Glashütte, OT Schlottwitz, OT Bärenhecke, OT Cunnersdorf, OT Neudörfel, OT Dittersdorf und Altenberg (OT Bärenstein), OT Lauenstein und OT Geising – singuläre Anlage von überregionaler geschichtlicher Bedeutung.
3. ↑  
Denkmaltext: Friedhof, annähernd längsrechteckig in Hanglage, ca. 200 x 30m; darauf als Einzeldenkmale ein recht einfaches Aufbahrungshäuschen; Kriegerdenkmal II. Weltkrieg: geschliffener Granitblock mit aufgesetztem Kreuz, Inschrift: "Zum Gedenken der Toten im II. Weltkrieg 1939-1945/ Kirchgemeinde Altenberg-Hirschsprung"; Kriegerdenkmal I. Weltkrieg: ca. 3 m hoher rechteckiger Natursteinblock mit auskragendem bekrönendem Aufsatz; Inschrift:"Es zogen ins Feld und kehrten nicht wieder..." (Auflistung der Namen) und "Für uns"; Grabstätte des Dichters und Sängers Max Nacke (gest. 1958): Grabstein mit Medaillon mit Profilansicht Nackes; OdF-Denkmal (Stele mit rotem Dreieck), Inschrift:"Hier ruhen 11 unbekannte Opfer des Faschismus. Beerdigt am 29.9.1945"; an der hinteren Begrenzungsmauer Grabstätte (Sammelgrab) für sowjetische Soldaten: Sandsteinfindling auf Bruchsteinsockel mit Metalltafel: "Ruhm und Ehre den Helden der Sowjetarmee" und zwei seitliche Steine (roter polierter Granit) mit Namen und Lebensdaten von jeweils 21 Verstorbenen; ortshistorische Bedeutung (LfD/2011).